# Langues Bamiléké
Selon le linguiste Dieudonné Toukam, historiquement, la langue protobamiléké , langue unique du peuple du même nom dont sont originaires les bamilekes, disparaît peu à peu au profit d'un « bamiléké-bafoussam »,  après le séjour de ceux-ci en pays tikar entre mi-XIe et mi-XIVe siècle. Ils s'établiront sur les hauts plateaux de l'ouest, notamment à Bafoussam où est fondé le tout premier royaume bamileké proprement dit par un certain Yende. Royaume qui sera le point de départ à la naissance de toutes les autres chefferies bamilékées telles qu'elles existent aujourd'hui.
Du bamiléké-bafoussam naîtront plusieurs dialectes et sous-dialectes bamilékés, qui constituent les groupes dialectaux connus aujourd'hui (gham'a-lah, ngomba, medumba, fè-fèè, yembaa). Le bamiléké-bafoussam reste aujourd'hui la langue principale de la grande division Mifi, Ouest Cameroun, alors que le medumba, par exemple, melting pot dialectal des variantes bamilékées du département du Ndé, fait l'unanimité en matière d'unicité linguistique[réf. nécessaire] pour le département en question. Le nombre de locuteur des différents dialectes bamilekes réunis serait estimé à environ 4 millions d'individus. 

## Langues et classifications
Les classifications de Glottolog et d'Ethnologue identifient dix ou onze groupes modernes de dialectes bamilékés-bafoussam différents :
- le ghomálá' et ses variantes sont parlés en particulier dans les départements de la Mifi, du Koung-Khi, des Hauts-Plateaux, de l'est de la Menoua ;

- Le ngiemboon est parlé dans cinq villages du département des Bamboutos, lesquels villages se sont émancipés du groupement Bangang ; les centres culturels les plus importantes sont Bafoussam, Baham, Batié et Bansoa[3] ;
- Gemba est parlé aux villages de Bamendjou, Bameka, Bansoa, Bamougoum ;
- le nufi (fe'efe'e) est parlé au sud-ouest et dans le département du Haut-Nkam autour des villes de Bafang, Bana, Bakou et Kékem[4] ;
- le nda'nda' occupe le tiers du département du Ndé. La principale implantation est à Bazou[5] ;
- le yemba est parlé dans le département de la Menoua autour de la ville de Dschang[6] ;
- le kwa' est parlé entre le département du Ndé et la province du Littoral[7] ;
- le ngwe autour de Fontem dans le sud-ouest de la province[8] ;
- le mengaka, le ngiemboon[9], le ngomba[10] et le ngombale[11] sont parlés dans le département des Bamboutos[12] ;
- le medumba est parlé surtout dans le département du Ndé, avec pour principales implantations Bangangté et Tonga. Note : Ethnologue, depuis sa 16e version, n'identifie plus le medumba comme une langue bamilékée (moderne) mais plutôt comme une des langues nun (dont fait partie le bamoun, les langues nun faisant partie de la seconde branche des langues nka issues du bamiléké médiéval (après leur séparation des langues bafoussam), cependant Glottlog conserve le medumba dans la première branche[13].

En fait, il s'agit bien de groupes (sous-groupes) dialectaux bamilékés, les dialectes proprement dits se comptant par dizaines en Pays bamiléké. Pour des besoins de recherche et d'étude, les linguistes les ont classés en groupes[réf. nécessaire].
Les travaux de Dieudonné Toukam, auteur de Parlons bamiléké diffèrent de ceux du SIL International et ne reconnaissent que cinq sous-groupes linguistiques bamilékés : le gham'a-lah (synonyme de ghomala') dans le grand département de la Mifi ; le medumba, qui englobe les quatorze sous-variantes dialectales du département du Ndé ; le yemba, dans la Menoua ; le fè-fèè dans le Haut-Nkam ; et le Ngomba'a dans les Bamboutos. 

## Grammaire

### Le verbe
Le verbe bamiléké-bamileke possède les modes suivants :
- l'indicatif ;
- le subjonctif ;
- le conditionnel ;
- l'impératif ;
- le participe.

Le mode indicatif possède neuf temps :
- le présent ;
- le passé immédiat ;
- le passé récent ;
- le parfait ;
- l'imparfait ;
- le plus-que-parfait ;
- le futur immédiat ;
- le futur proche ;
- le futur lointain.

Ainsi :
- O go kouong'é, littéralement : « tu vas aimer, tu aimeras (à un moment très proche) » est le futur immédiat, les deux autres futurs étant
- le futur proche : O ti kouong'é et
- le futur lointain : O lah kouong'é.

L'infinitif des verbes se marque par la particule « né » : né kouong = aimer ().

## Alphabet

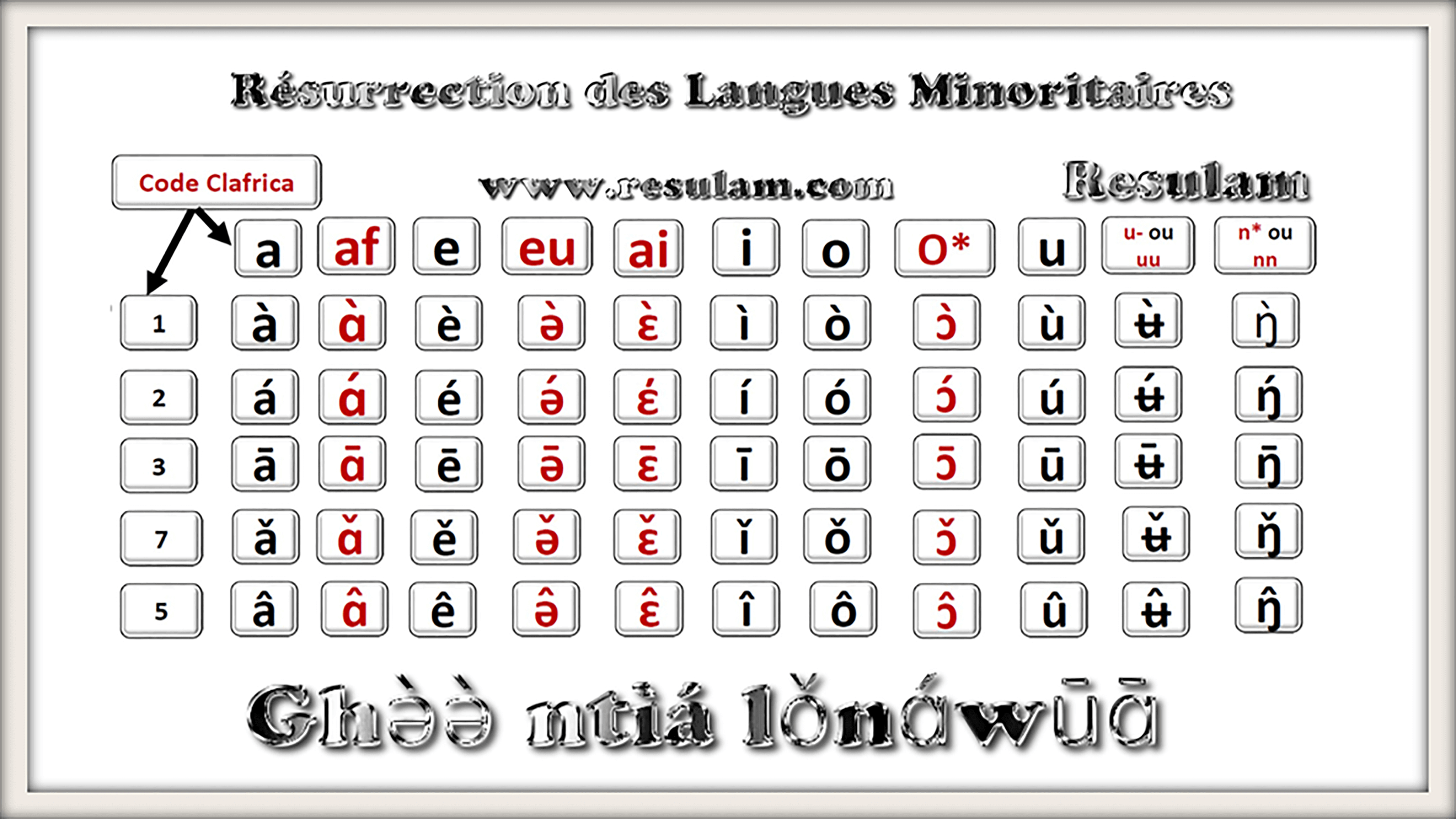
Alphabet bamiléké, sous ensemble de l'Alphabet général des langues camerounaises

L'alphabet utilisé pour écrire les langues bamilékées est un sous-ensemble de l'Alphabet général des langues camerounaises (AGLC) en vigueur au Cameroun depuis 1970.